# Feilebach
Der Feilebach ist ein linker Nebenfluss der Weißen Elster, der im sächsischen Vogtland liegt.

## Geografie
Der Feilebach entspringt auf einer Freifläche westlich der Ortschaft Gassenreuth in der vogtländischen Gemeinde Triebel nahe der Landesgrenze zu Bayern. Zunächst fließt er in nordwestliche Richtung parallel zur Landesgrenze. An einer Stelle wird diese berührt. Allerdings ist der Bach hier aufgrund der einstigen Grenzsperranlagen verrohrt. Bis zum Vorbecken Wiedersberg durchfließt der Feilebach die Naturschutzgebiete Fuchspöhl und Feilebach, die beide Teile des Projektes Grünes Band sind. Ab Wiedersberg ändert sich die Fließrichtung nach Nordosten. Danach wird der Feilebach dreimal gestaut, zunächst im Vorbecken Ramoldsreuth-Süd, dann in der Vorsperre Ramoldreuth und schließlich in der Trinkwassertalsperre Dröda, auch Talsperre Feilebach genannt. Innerhalb der Staufläche nimmt der Feilebach das Wasser seines größten Zuflusses, des Schafbachs auf. Nahe der Autobahnbrücke bei Pirk mündet der Feilebach in die Weiße Elster. Besonders im Unterlauf hat der Feilebach ein 60 bis 100 m tiefes Sohlental herausgebildet.

## Geschichtliches
Den Feilebach säumten einst zahlreiche Mühlen. Die erste Mühle nach dem Quellgebiet befand sich bei Sachsgrün an der Abzweigung zur Straße nach Loddenreuth, die Bachmühle, die heute nur noch durch den Flurnamen Mühlbergel in Erinnerung ist. Bei Troschenreuth befand sich die Troschenreuther Mühle, die gemeinsam mit dem Ort in den 1970er Jahren aus Gründen der DDR-Grenzsicherung abgerissen wurde. In Wiedersberg befand sich die bereits 1573 erwähnte Obermühle, nach einem einstigen Besitzer auch als Keilmühle oder Keilenmühle bekannt, sowie die ebenfalls 1573 erwähnte und heute noch erhaltene Haagmühle. Weiter bachabwärts bei Wiedersberg lag die zu Heinersgrün zählende Hammermühle, die ebenso wie die Riedelmühle in Ramoldsreuth dem Talsperrenbau weichen musste.

## Allgemeine Quellen
- Hydrologisches Handbuch. (PDF; 115 kB) Teil 2 – Gebietskennzahlen. Freistaat Sachsen – Landesamt für Umwelt und Geologie, S. 27, abgerufen am 25. Dezember 2017.